# Euphoresia ogoweana
Euphoresia ogoweana är en skalbaggsart som beskrevs av Brenske 1901. Euphoresia ogoweana ingår i släktet Euphoresia och familjen Melolonthidae. Inga underarter finns listade i Catalogue of Life.